# درخت گلابی وحشی
درخت گلابی وحشی (به ترکی استانبولی: Ahlat Ağacı) نام یک فیلم درام ترکی به کارگردانی نوری بیلگه جیلان و فیلم‌نامه‌ای مشترک با همکاری آکین آکسو رمان نویس، و همسرش اِبرو جیلان فیلمساز، عکاس و بازیگر و خود نوری بیلگه‌جیلان محصول ۲۰۱۸ است. این فیلم برای رقابت درکسب نخل طلا هفتاد و یکمین جشنواره فیلم کن انتخاب شد.
نوری بیلگه جیلان گفته است داستان این فیلم را از زندگی پدر و پسری الهام گرفته که در همسایگی او (در نزدیکی چناق قلعه ترکیه، جایی که او بزرگ شده) زندگی می کردند. پسر موافقت می کند که در نگارش فیلمنامه با جیلان همکاری کند و همچنین نقش امام ویسل را در فیلم بازی می کند. همچنین آیدین دوگو دمیرکول، بازیگر نقش اول این فیلم، تا آن زمان هرگز در فیلمی بازی نکرده بود و جیلان او را در فیس بوک پیدا کرده است. جیلان در یکی از مصاحبه‌هایش از او به عنوان «... باهوش ترین بازیگری که تا به امروز ملاقات کرده‌ام» یاد می کند. 

## داستان
درخت گلابی وحشی داستان پسری جوان به نام سینان است که به ادبیات علاقه دارد و می‌خواهد نویسنده باشد. او به دهکده زادگاهش برمی‌گردد. او به‌دنبال راهی برای فراهم کردن منابع مالی برای چاپ کتاب خود می باشد و در دهکده با قرض‌های پدرش که برای گریز از پوچی زندگی رو به شرط بندی آورده است، مواجه می‌شود. 
فیلم برای علاقه‌مندان به سینمای دیالوگ محور پر از لحظات زیبایی ست که دیالوگ های پر مغز و طولانی گاه تا ده دقیقه و بیشتر مخاطب را با خود درگیر میکند و بعد از پایان فیلم نیز، رها کردنی در کار نیست. گفتگوها در محوریت انگیزه های ذاتی انسان، علت پیدایش هستی و هدف از آفرینش و نقش مذهب در زندگی بشر می باشد.